# Anna Sewell

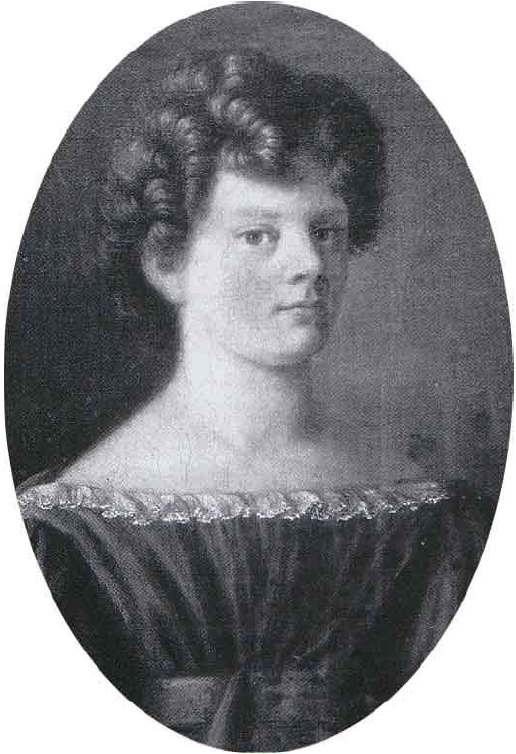
Jugendbildnis Anna Sewells

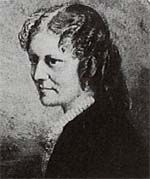
Anna Sewell

Anna Sewell [ˈsuːəl] (* 30. März 1820 in Great Yarmouth, Norfolk, England; † 25. April 1878 in Old Catton, Norfolk) war eine britische Schriftstellerin, die das Buch Black Beauty verfasste.

## Leben
Anna Sewell war das ältere Kind der Eheleute Mary Wright Sewell und Isaac Sewell. Ihr Bruder Philip war zwei Jahre jünger als sie. Die Familie zog in Anna Sewells früher Kindheit nach London; wegen wirtschaftlicher Schwierigkeiten wechselte sie häufig den Wohnsitz. Anna und Philip Sewell wurden zunächst zu Hause von ihrer Mutter unterrichtet, die Quäkerin war und sich gegen die Sklaverei einsetzte. Mary Wright Sewell schrieb darüber hinaus Kinderliteratur.
Später besuchte Anna Sewell eine weiterführende Schule. Auf dem Heimweg zog sie sich eines Tages als Vierzehnjährige eine Knöchel- oder Knieverletzung zu, die nie richtig ausheilte. Sie lebte daher bis zu ihrem Tod im Haushalt ihrer Eltern – der Vater starb im selben Jahr wie seine Tochter, die Mutter lebte bis 1884.
1866 starb ihre Schwägerin. Um Philip Sewell, der sieben Kinder hatte, behilflich zu sein, zogen die Eltern mit Anna Sewell nach Norfolk, wo die Familie lebte, und Anna Sewell beteiligte sich an der Erziehung ihrer Nichten und Neffen. Ab 1867 lebte sie im sogenannten „White House“ an der Spixworth Road in Old Catton. Das Anwesen ist heute als Anna Sewell House bekannt.
Anna Sewells Mobilität außer Hause wurde durch eine Ponykutsche sichergestellt, die sie selbst lenkte. Das Pony, das sie zog, soll später das Vorbild für das Pony Merrylegs in ihrem Roman Black Beauty geworden sein; die Figur des Rappen Black Beauty selbst soll auf das Kutschpferd ihres Bruders, eine schwarze Stute namens Bess, zurückgehen. Den Namen „Black Beauty“ übernahm sie wahrscheinlich aus einem Kinderbuch von Maria Louisa Charlesworth, Ministering Children, das 1854 erschienen war.
Im Alter von über 50 Jahren fasste sie den Entschluss, ein Buch über Pferde zu schreiben. Sie hatte dabei weniger ein Kinderbuch im Sinn, sondern wollte Pferdehalter und -nutzer über tierquälerische Haltungsbedingungen und Grausamkeiten wie den Aufsatzzügel aufklären, der die Pferde zwang, ihren Kopf in einer unnatürlichen Haltung zu tragen, und dadurch Überanstrengung und Atembeschwerden verursachte, die zu schnellem Verschleiß der Gespanne führten. In ihren letzten Lebensjahren konnte sie wegen einer Krankheit das Haus nicht mehr verlassen und musste einen Teil des Buches satzweise ihrer Mutter diktieren. Für das Manuskript erhielt sie keine hohe Bezahlung. Es wurde kurz vor ihrem Tod veröffentlicht; dass es sich zum Bestseller entwickelte, erlebte sie nicht mehr.
Anna Sewell wurde auf dem Quäker-Friedhof in Lamas oder Lammas bei Buxton im Norwich county bestattet. Ihr Grabstein ist erhalten geblieben, befindet sich jedoch nicht mehr an seinem ursprünglichen Platz, seit das Grab im Jahr 1984 eingeebnet wurde.

## Gedenkstätten
Anna Sewells Geburtshaus ist heute ein Museum. In Norwich befindet sich an der Kreuzung von Constitution Hill und St. Clement’s Hill am Eingang zum Sewell Park ein Brunnen in Form einer Pferdetränke, den Ada Sewell 1917 zur Erinnerung an Anna Sewell dort aufstellen ließ. Im Sewell Barn, wo heute die Sewell Barn Theatre Company beheimatet ist, soll einst das Pferd gelebt haben, das sie zur Figur des Black Beauty inspirierte. Das Bauwerk gehörte zum Anwesen ihres Bruders Philip, dessen eigentliches Wohnhaus nicht erhalten geblieben ist.